# Vicia ferreirensis
Vicia ferreirensis é uma espécie de planta com flor pertencente à família Fabaceae. 
A autoridade científica da espécie é Goyder, tendo sido publicada em Bocagiana 113: [1] (1987).

## Portugal
Trata-se de uma espécie presente no território português, nomeadamente no Arquipélago da Madeira.
Em termos de naturalidade é endémica da região atrás referida.

## Protecção
Não se encontra protegida por legislação portuguesa ou da Comunidade Europeia.